# Dorsoduro
Dorsoduro ist ein Stadtteil von Venedig und liegt im südlichen Teil der Altstadt. Das Sestiere hat 10.893 Einwohner, davon entfallen 3.956 auf Giudecca und 1.223 auf Sacca Fisola (Stand 31. Dezember 2024), beides im Süden vorgelagerte Inseln. Die kleine Insel Sacca San Biagio westlich von Sacca Fisola ist unbewohnt. Das Sestiere bedeckt eine Fläche von 164,24 Hektar. Ohne die drei vorgelagerten Inseln beläuft sich die Fläche auf 92,25 Hektar.

## Gliederung
Der nördliche Hauptteil erstreckt sich über folgende Pfarreien (von Westen nach Osten), mit Sitz jeweils auf der gleichnamigen Insel (Ausnahmen in Klammern):
1. San Pantalon
2. Santa Maria del Rosario vulgo dei Gesuati (mit Basilica della Salute und San Agnese, auf der Insel Academia)
3. San Gervasio e Protasio vulgo San Trovaso
4. Sant’Angelo Raffaele (mit San Sebastiano, auf der Insel San Sebastiano)
5. San Nicolò dei Mendicoli
6. Santa Maria del Carmelo vulgo dei Carmini

Hierzu kommen zwei weitere Pfarreien auf der Giudecca und eine auf Sacca Fisola. 

## Beschreibung
Der Name leitet sich vom Zustand des Sestiere vor der Besiedlung ab. Dorso duro bedeutet harter Rücken und weist auf den Umstand hin, dass es sich um festen, teilweise felsigen Untergrund handelte, auf dem der Stadtteil errichtet worden ist. Zum Stadtteil Dorsoduro gehören auch die Inseln Giudecca mit den westlich vorgelagerten Inseln Sacca Fisola und Sacca San Biagio, während die östlich vorgelagerte Insel San Giorgio Maggiore zum Sesteriere San Marco gehört. 
Dorsoduro zeichnet sich durch seinen Reichtum an sakralen und profanen Prachtbauten aus. Die Bauherren, Architekten und Baumeister konnten zwei lange Uferstreifen (Canal Grande und Zattere) in der Stadt sowie einer auf der Giudecca und die Insel San Giorgio nutzen, um ihre Visionen zu verwirklichen.
Zu den schönsten Profanbauten des Viertels gehört der Palazzo Dario am Canal Grande, am Beginn des Rio delle Torreselle. Er wurde 1479 bei dem Architekten Pietro Lombardo in Auftrag gegeben und 1487 fertiggestellt. Während der Korpus im Stil der italienischen Gotik errichtet wurde, ist die Fassade auf der Kanalseite im Renaissance-Stil erbaut. Der Palazzo gilt als einer der charakteristischsten Paläste der Stadt.

## Kirchen

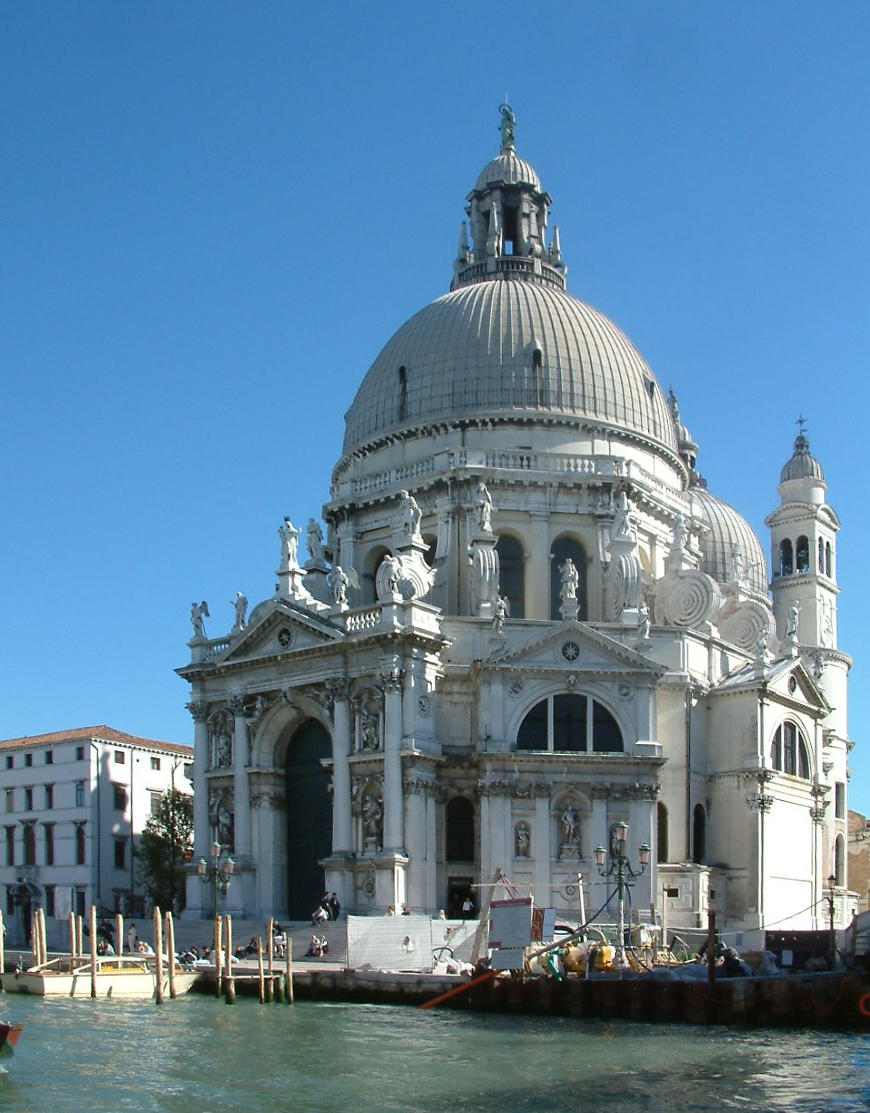
Santa Maria della Salute

Das Sestiere hatte bereits im Jahr 1171 zehn Contraden (Kirchengemeinden). Eine der eindrucksvollsten Kirchen Venedigs ist die Kirche Santa Maria della Salute von Baldassare Longhena, deren Bau von den Venezianern zum Dank für die Errettung vor der Pest in Auftrag gegeben wurde. Sie ist nach der Markuskirche wahrscheinlich die am meisten fotografierte Kirche Venedigs. Ebenso eindrucksvoll ist die Kirche San Giorgio Maggiore, die östlich der Salutekirche auf einer Insel liegt und von Andrea Palladio errichtet wurde. Ebenfalls von Palladio begonnen und nach seinem Tod von Antonio da Ponte beendet, stammt die Chiesa del Redentore auf der Insel Giudecca. Neben diesen drei weithin sichtbaren Kirchen finden wir auf den Zattere die Kirche Santa Maria della Visitazione, die Kirche der Gesuati (Santa Maria del Rosario) und Spirito Santo.
Von der Wasserseite her nicht sofort zu erkennen, sind in Dorsoduro weitere sakrale Bauwerke gelegen. Unmittelbar hinter der Stazione Marittima liegt die Kirche San Sebastiano, deren äußere Aufmachung nichts von der Pracht der Gemälde des dort auch bestatteten Paolo Veronese ahnen lässt. Von San Sebastiano Richtung Osten durch die Calle lunga San Barnaba erreicht man den Campo San Barnaba mit der gleichnamigen Kirche. Das unmittelbar vor der Kirche am Fondamenta Gherardini vertäute Gemüseschiff ist in fast jedem Film über Venedig zu sehen.

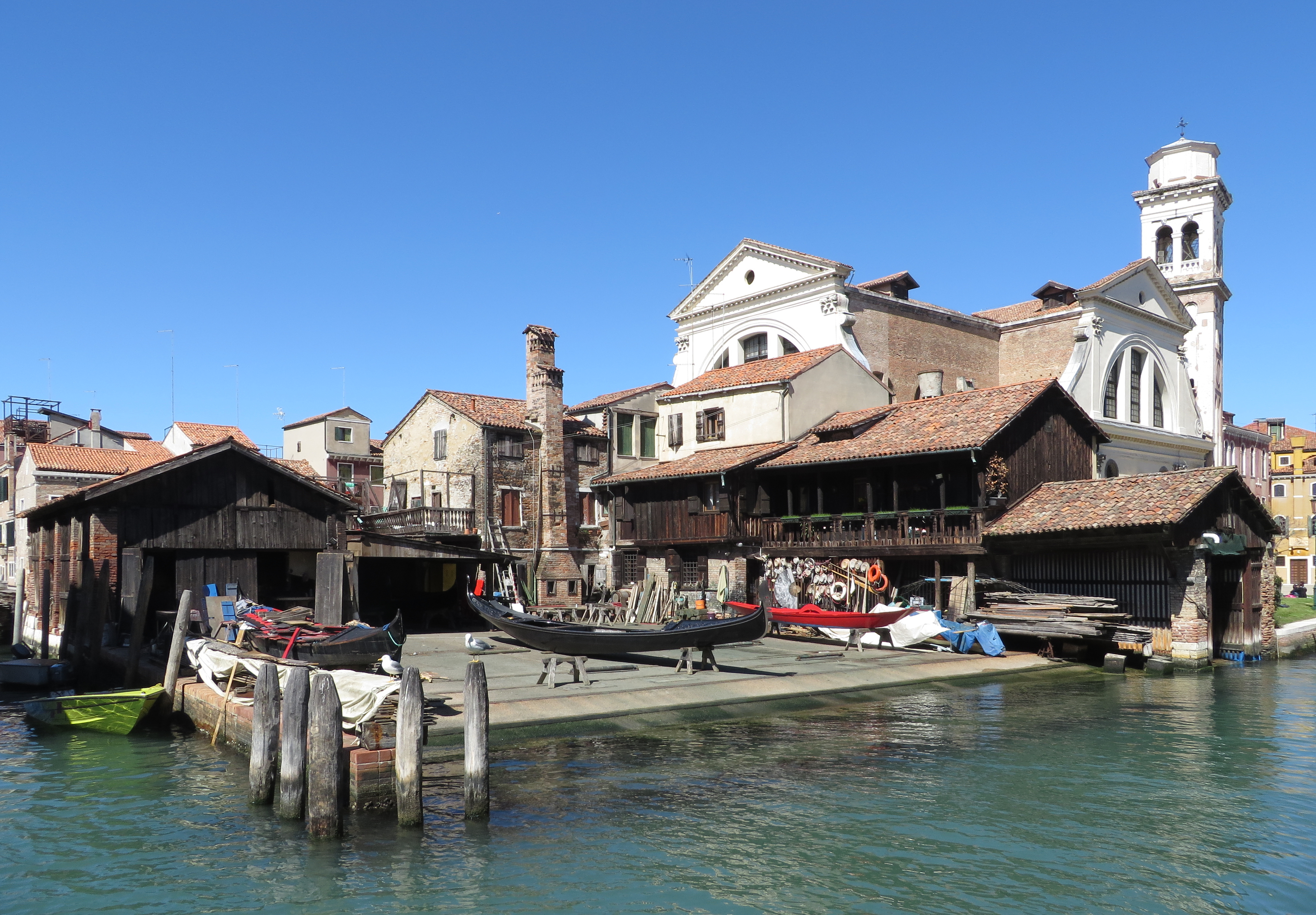
Gondelwerft am Rio San Trovaso, im Hintergrund die Kirche San Trovaso

Die Kirche San Trovaso, die venezianische Abkürzung für die Heiligen Gervasio und Protasio, besitzt als Besonderheit zwei unterschiedliche Fassaden, die ja auf die beiden Kanäle Rio di Ognissanti und den Rio San Trovaso gehen. Der Name San Trovaso wird häufig mit der sich gleich neben der Kirche befindenden Gondelwerft in Verbindung gebracht.
„Zusammengebettelt“ erscheinen die verschiedenen Stilrichtungen, die das Innere der Kirche San Nicolò dei Mendicoli schmücken. Bettelmönche und frömmelnde Frauen, „le pinzochere“, hatten in dieser vom äußeren Anschein her schlichten Kirche am westlichen Rand von Dorsoduro ihr Zuhause. Bemerkenswert ist der Portikus aus dem 15. Jahrhundert.
Am östlichen Rand des Campo San Margherita liegt die Kirche Santa Maria del Carmelo, die wie so viele andere Kirchen mit einem abgekürzten „I Carmini“ benannt wird. Neben Werken von Cima da Conegliano, Jacopo Tintoretto und Lorenzo Lotto findet man über dem Weihwasserbecken ein Bronzerelief von Verrocchio, das die Grablegung Jesu zeigt. Der an die Kirche angeschlossene Klosterkomplex beherbergt nun das Kunstinstitut.